# Justin Vernon
Justin Vernon, znany także jako Bon Iver (ur. 30 kwietnia 1981 w Eau Claire) – amerykański artysta wykonujący muzykę typu indie folk oraz poezję śpiewaną. 
Bon Iver to również nazwa zespołu założonego przez Vernona, w skład którego wchodzą także Mike Noyce i Sean Carey. 
Termin bon iver jest połączeniem francuskiego bon hiver (pol. dobra zima) oraz niewłaściwie wymówionego bon ivre (pol. nieźle pijany). 
W 2007 roku Vernon niezależnie wydał swój debiutancki album zatytułowany  For Emma, Forever Ago, a większość tego materiału muzycznego była nagrywana podczas trzymiesięcznego pobytu w odosobnionej chacie w Wisconsin.

## Dyskografia

### Albumy
- For Emma, Forever Ago (2007, auto-realizacja; 19 lutego 2008, USA; 12 maja 2008, UK)
- Bon Iver (20 czerwca 2011)
- 22, A Million (30 września 2016)

### EP-ki
- Blood Bank (20 stycznia 2009)
- iTunes session (2012)

### Single
- Skinny Love (2008)
- For Emma b/w Wisconsin (15 września 2008) (7" vinyl)
- re: Stacks (2008)
- Blood Bank (2009)
- Calgary (2011)
- Holocene (5 września 2011)
- Towers (2012)
- Perth (2012)
- 22 (OVER S∞∞N)" (2016)
- 10 d E A T h b R E a s T ⚄ ⚄ (2016)
- 33 “GOD” (2016)

### Single gościnne
- Monster (Kanye West feat. Jay-Z, Rick Ross, Bon Iver & Nicki Minaj) (27 sierpnia 2010)
- Lost in the World (Kanye West featuring Bon Iver) (2010)
- "Fall Creek Boys Choir" (2011) (James Blake feat. Bon Iver) (29 sierpnia 2011)
- Hold My Liquor (Kanye West featuring Chief Keef & Justin Vernon) (18 czerwca 2013)
- "I Need a Forest Fire" - James Blake (feat. Bon Iver)
- "Fall" - Eminem (feat. Bon Iver) (2018)
- Friends - Francis and the Lights (feat. Bon Iver & Kanye West)
- Taylor Swift – „exile” feat. Bon Iver (2020)
- Taylor Swift - „evermore" feat. Bon Iver (2020)